# Brahmanpara
Brahmanpara (en bengali : ব্রাহ্মণপাড়া) est une upazila du Bangladesh dans le district de Comilla. En 1991, on y dénombrait 161 906 habitants.